# Grammodes exclusiva
Grammodes exclusiva är en fjärilsart som beskrevs av Arnold Pagenstecher 1907. Grammodes exclusiva ingår i släktet Grammodes och familjen nattflyn. Inga underarter finns listade i Catalogue of Life.